# Семёновское (Талдомский городской округ)
Семёновское — деревня в Талдомском районе Московской области Российской Федерации, в составе сельского поселения Гуслевское. Население — 38 чел. (2010).

## История
Помещичья деревня на реке Дубне. В 1862 году 26 дворов, 157 жителей. В 1895 году 207 жителей. Кроме всего прочего, крестьяне деревни занимались изготовлением оконных рам. В 1905 году 35 дворов, 267 жителей.

## Население
| 1859 | 1895 | 1905 | 1926 | 2002 | 2006 | 2010 |
| ---- | ---- | ---- | ---- | ---- | ---- | ---- |
| 157  | ↗207 | ↗267 | ↘221 | ↘48  | ↘33  | ↗38  |